# Kuijõe
Koordinaten: 59° 5′ N, 23° 59′ O
Kuijõe (deutsch Kuijöggi) ist ein Dorf (estnisch küla) in der Landgemeinde Lääne-Nigula im Kreis Lääne in Estland. Bis 2013 gehörte es zur Landgemeinde Risti.

## Einwohnerschaft und Lage
Kuijõe liegt 29 Kilometer nordöstlich der Landkreis-Hauptstadt Haapsalu. Das Dorf hat 31 Einwohner (Stand 31. Dezember 2011).
Westlich von Kuijõe liegt das Moorgebiet Valgeristi raba.
Bekannt ist der Friedhof von Kuijõe. Er wurde von der starken örtlichen Baptistengemeinde angelegt. Die erste Beisetzung fand 1921 statt.

## Rittergut
Das Rittergut Kuijöggi wurde erstmals im Jahr 1688 urkundlich erwähnt. Im Juni 1909 verkaufte der damalige deutschbaltische Eigentümer, Baron Woldemar von Uexküll (1860–1952), den Hof an die 1882 gegründete Russische Bauern-Agrarbank (Vene Talurahva Põllupank). Die Bank parzellierte das Anwesen.
Das bescheidene, eingeschossige Herrenhaus wurde Anfang des 19. Jahrhunderts errichtet. Es befindet sich heute in Privatbesitz.